# I. K. Taimni
I. K. Taimni (1898-1978), nascido na Índia, foi um estudioso influente, estudando na Inglaterra, obtendo o doutorado em Química pela Universidade de Londres em 1928. Foi professor de pós-graduação e pesquisador na Universidade de Allahabad, Índia, por quarenta anos, e desta atividade resultaram mais de 50 artigos em publicações científicas de vários países. Além de sua atividade profissional, dedicou-se à prática do Yoga, e ao estudo de sua filosofia. Foi condecorado com a Medalha Subba Row por sua grande contribuição à literatura teosófica. (Informação obtida da contra-capa do livro A Ciência do Yoga(Comentários sobre os Yoga-Sutras de Patañjali à luz do Pensamento Moderno) - Editora Teosófica - Brasília - Quarta edição: 2006.)

## Livros em português
- A Ciência do Yoga. Brasília, Editora Teosófica.
- Autocultura à Luz do Ocultismo. Brasília, Editora Teosófica.
- Autorrealização pelo Amor. Brasília, Editora Teosófica.
- Shiva-Sutra. Brasília, Editora Teosófica.
- O Segredo da Autorrealização. Brasília, Editora Teosófica.
- Preparação para a Yoga. Brasília, Editora Teosófica.
- Princípios de Trabalho da Sociedade Teosófica. Brasília, Editora Teosófica.
- Gayatri, o Mantra Sagrado da Índia. Brasília, Editora Teosófica.